# Christoph Meiners
Christoph Meiners (31 de juliol de 1747 - 1 de maig de 1810) va ser un racialista, filòsof, historiador i escriptor alemany nascut a Warstade. Va donar suport a la teoria poligenista dels orígens humans. Va ser membre de l'escola d'història de Göttingen.

## Biografia
Christoph Meiners va néixer a Warstade (ara una part de Hemmoor) prop d'Otterndorf. Va començar en un gimnàs de Bremen el 1763, i va ser estudiant a Göttingen des del 1767 fins al 1770. El 1772 va esdevenir professor extraordinari i el 1775 professor titular de Weltweisheit a la Universitat de Göttingen. De 1788 a 1791 va coeditar la revista anti-kantiana Philosophische Bibliothek. Va escriure sobre història comparativa i història cultural. Ara és conegut sobretot per la seva actitud crítica cap a Immanuel Kant, Mary Wollstonecraft, el concepte de la Il·lustració i per ser el primer teóric en idear el terme "caucàsic" per referirse a les persones blanques europees. Va morir a Göttingen. Més tard es va convertir en l'avantpassat intel·lectual favorit dels nazis.

## Obres
- Versuch über die Religionsgeschichte der ältesten Völker besonders der Egyptier (1775)
- Geschichte des Ursprungs, Fortgangs und Verfalls der Wissenschaften in Griechenland und Rom (1781), dos volums
- Geschichte des Luxus der Athenienser von den ältesten Zeiten an bis auf den Tod Philipps von Makedonien  (1782)
- Grundriß der Geschichte der Menschheit (1785)
- Beschreibung Alter Denkmäler in Allen Theilen Der Erde (1786)
- Grundriß der Theorie und Geschichte der schönen Wissenschafften (1787)
- Ueber den thierischen Magnetismus (1788)
- Aus Briefen über die Schweiz. Reisen im Sommer 1782 und 1788 (1791)
- Leben Ulrichs von Hutten (1797)
- Lebensbeschreibungen berühmter Männer aus den Zeiten der Wiederherstellung der Wissenschaften (1797), tres volums
- Beschreibung einer Reise nach Stuttgart und Strasburg im Herbste 1801 (1803)
- Allgemeine kritische Geschichte der Religionen, dos volums (1806–7)
- Untersuchungen über die Verschiedenheiten der Menschennaturen (1813), quatre volums